# Baltschieder
Baltschieder är en ort och kommun i distriktet Visp i kantonen Valais, Schweiz. Kommunen har 1 367 invånare (2023).